# Val d’Uina
Das Val d’Uina ([ˌvalˈdʊ̯inɐ]ⓘ) ist ein kleines Nebental des Unterengadins zwischen dem Piz S-chalambert im Nordosten und dem Piz Lischana im Südwesten. Es wird von der Uina durchflossen und mündet bei Sur En in das Inntal.
Im Tal liegen die beiden Weiler Uina Dadaint und Uina Dadora, die über Jahrhunderte ganzjährig bewohnt waren und heute nur noch im Sommer bewirtschaftet werden. In Uina Dadaint sind noch ein Wohnhaus und ein Stall mit Scheune erhalten. In Uina Dadora, auf 1499 m, beginnt mit dem Val Curtinatsch das grösste Nebental des Val d’Uina.
In Sursass, im hinteren Teil des Tals, besitzt die ehemalige Bündner Gemeinde Sent und heutige Gemeinde Scuol eine Alp mit 650 ha, die an die Gemeinde Mals in Südtirol verpachtet ist. Am tiefsten Punkt von Alp Sursass vereinigen sich die von Plateau da Rims, Val Cristanas und Schlinigpass kommenden Bäche und gruben die tiefe Schlucht Quar in das Kalkgestein. Die Schlucht war ursprünglich unbegehbar. Sursass konnte von der Engadiner Seite aus nur über La Stüra oder Val da Gliasen erreicht werden. Von 1908 bis 1910 baute, auf Betreiben des Deutschen und Österreichischen Alpenvereins (Sektion Pforzheim) und des Kantons Graubünden, das Unternehmen Baratelli einen ca. 1000 m langen Felsenweg mit zwei Tunneln und einer Galerie in die senkrechte Wand. Die Kosten von 32'500 Fr. teilten sich der Kanton Graubünden mit 19'000 Fr. und der Alpenverein Sektion Pforzheim mit 13'500 Fr. Die Gemeinde Scuol kommt bis zum heutigen Tag für die Kosten der Wartung und Instandsetzung auf. 2010 wurde das 100-jährige Bestehen feierlich durch die Gemeinde Sent begangen. 
Die Grenze des Kantons Graubünden zur italienischen Provinz Südtirol verläuft quer durch den Talboden von Sursass, rund 500 m nordwestlich der Wasserscheide am Schlinigpass.
Von Wanderern und Mountainbikern wird zwischen Mals in Italien und Sur En in der Schweiz die Route durch das Schlinigtal über den Schlinigpass und durch das Val d’Uina verwendet. Das Tal ist Teil der Joe-Route, einer bedeutenden Alpenüberquerungs-Tour.

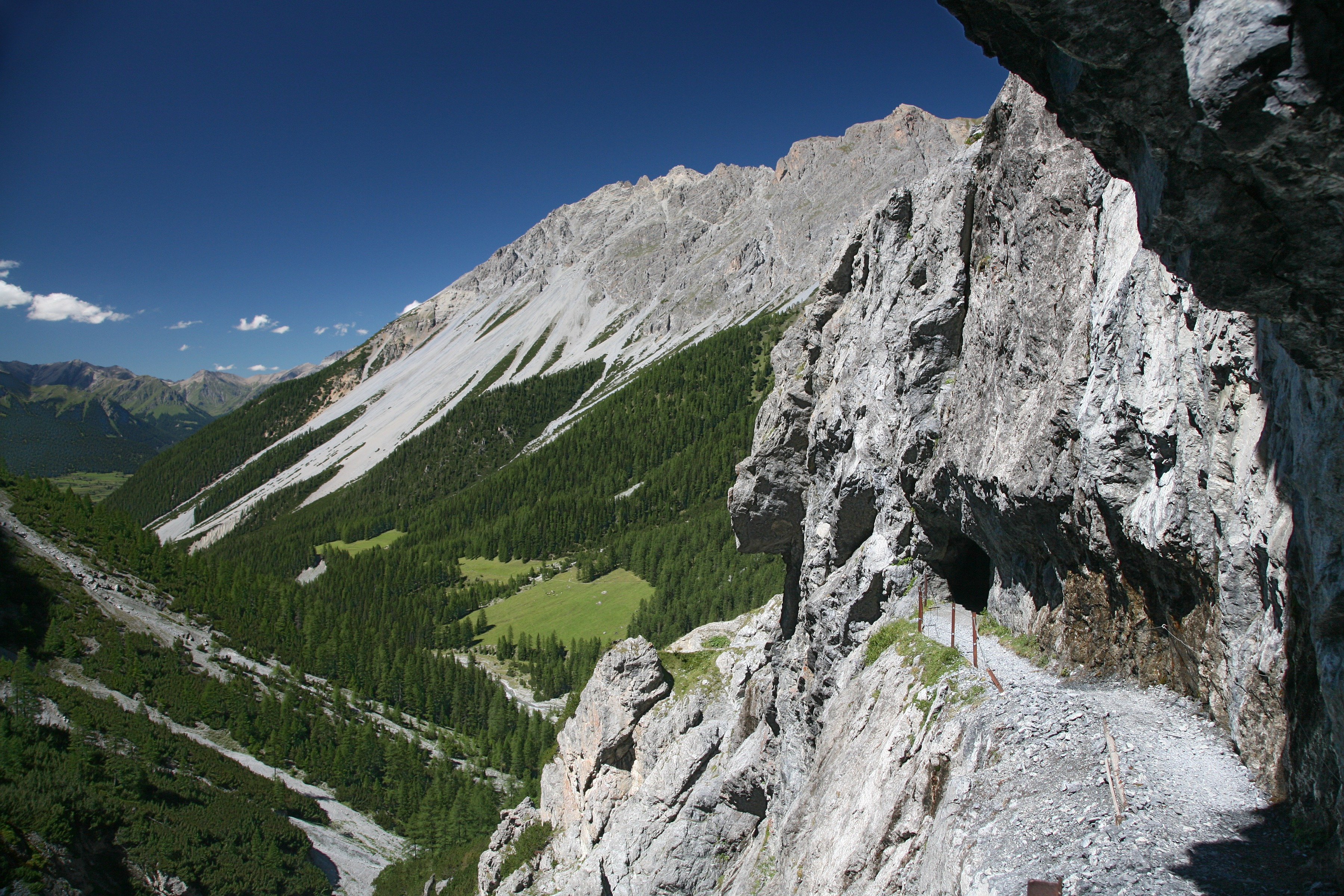
Blick von der Quar-Schlucht ins Val d’Uina
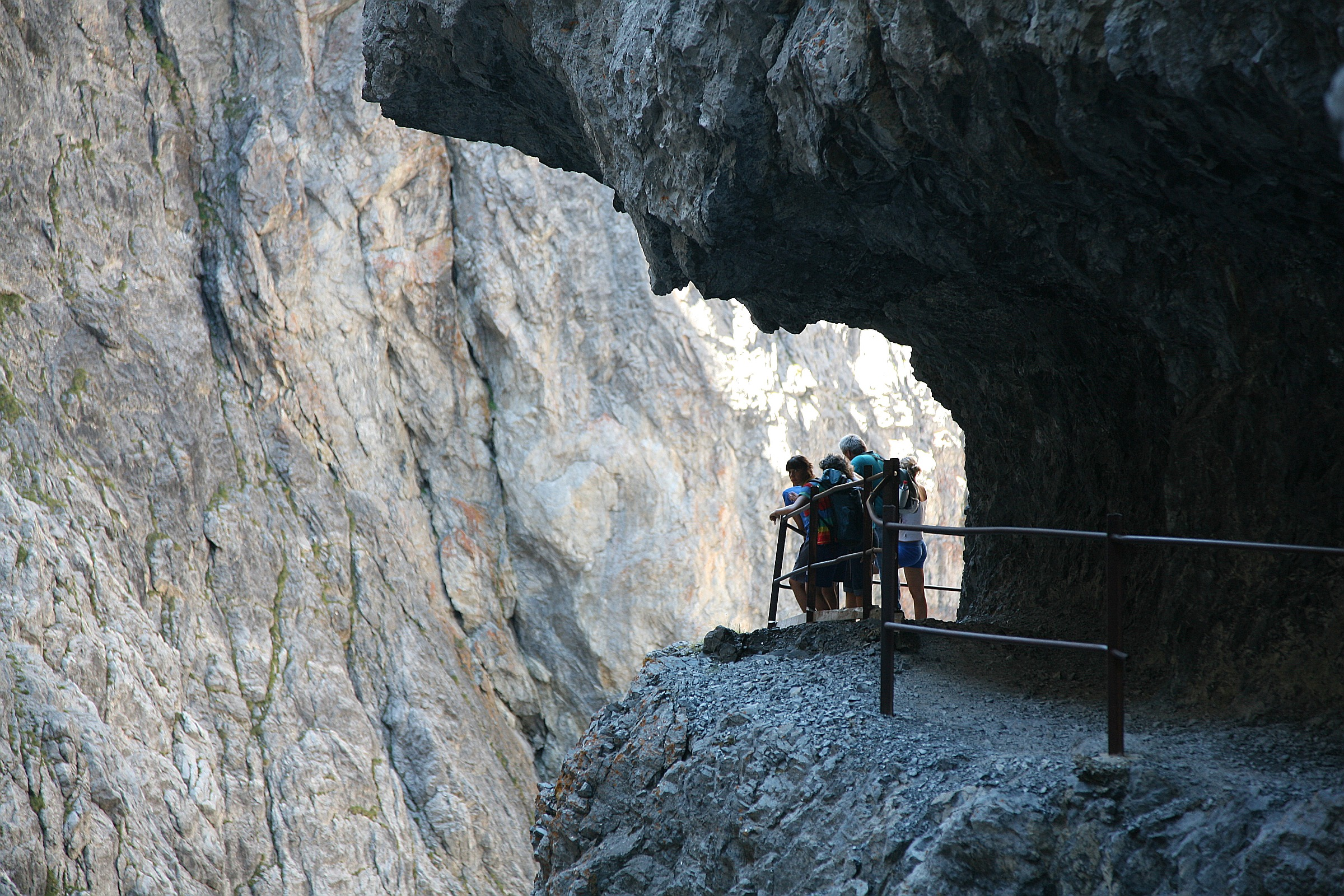
In den Fels geschlagener Pfad in der Quar-Schlucht

Das Val d’Uina und der Piz S-chalambert bei Uina Dadora

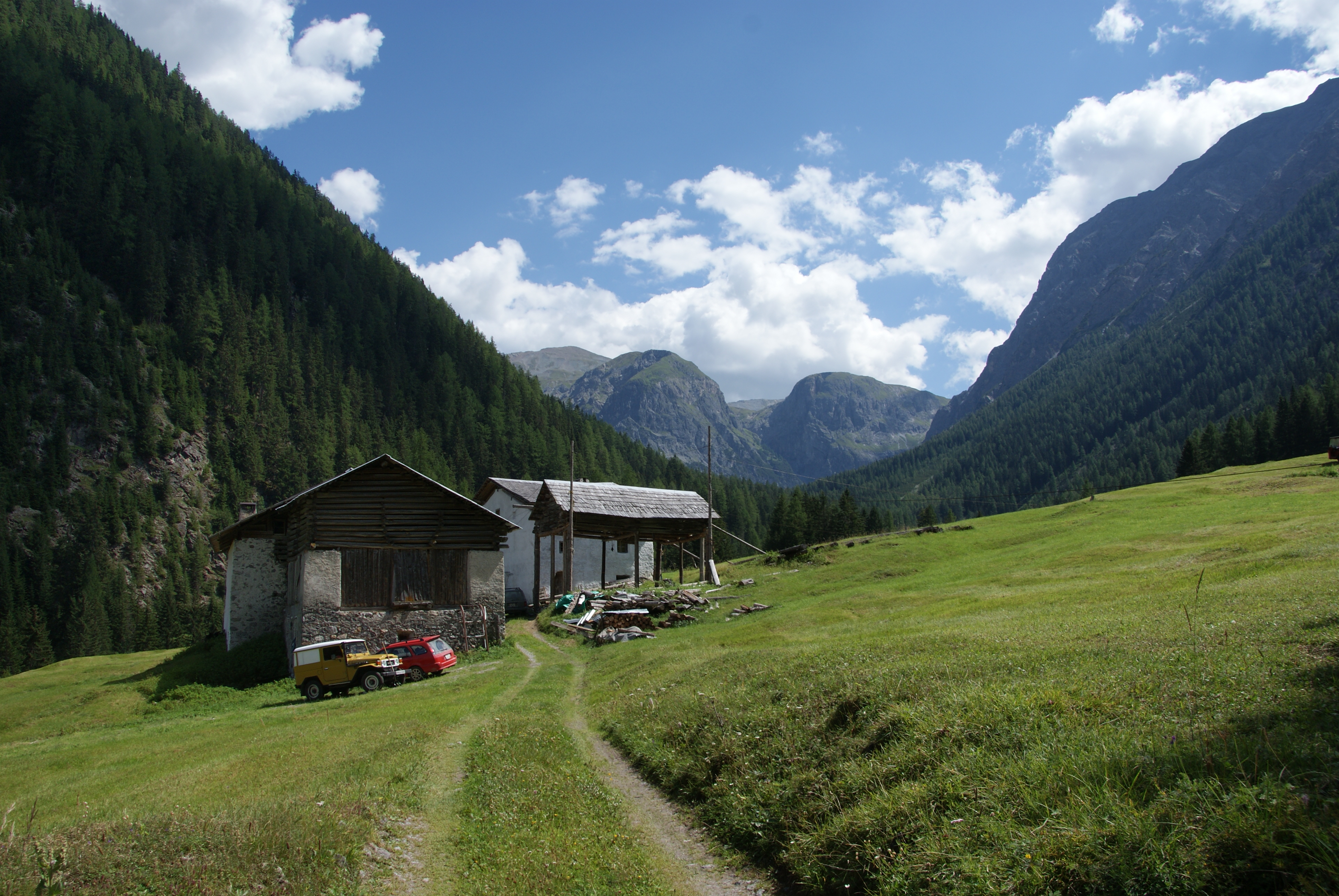
Uina Dadora